# Real Ejército Saudita
El Ejército de Arabia Saudí, oficialmente Fuerzas Terrestres Reales Sauditas (en árabe: القُوَّاتُ البَرِّيَّةُ المَلَكِيَّة السُّعُودِيَّة, romanizado: Al-Quwwat al-Bariyah al-Malakiyah as-Su'udiyah), es la principal rama militar terrestre de las Fuerzas Armadas de Arabia Saudí. Forma parte del Ministerio de Defensa saudí, que es uno de los dos departamentos militares del gobierno de Arabia Saudí, junto con el Ministerio de la Guardia Nacional. Actualmente cuenta con unos 75.000 efectivos.

## Historia
Ya existía en 1744 pero fue fundado oficialmente el 13 de enero de 1902.

## Estructura

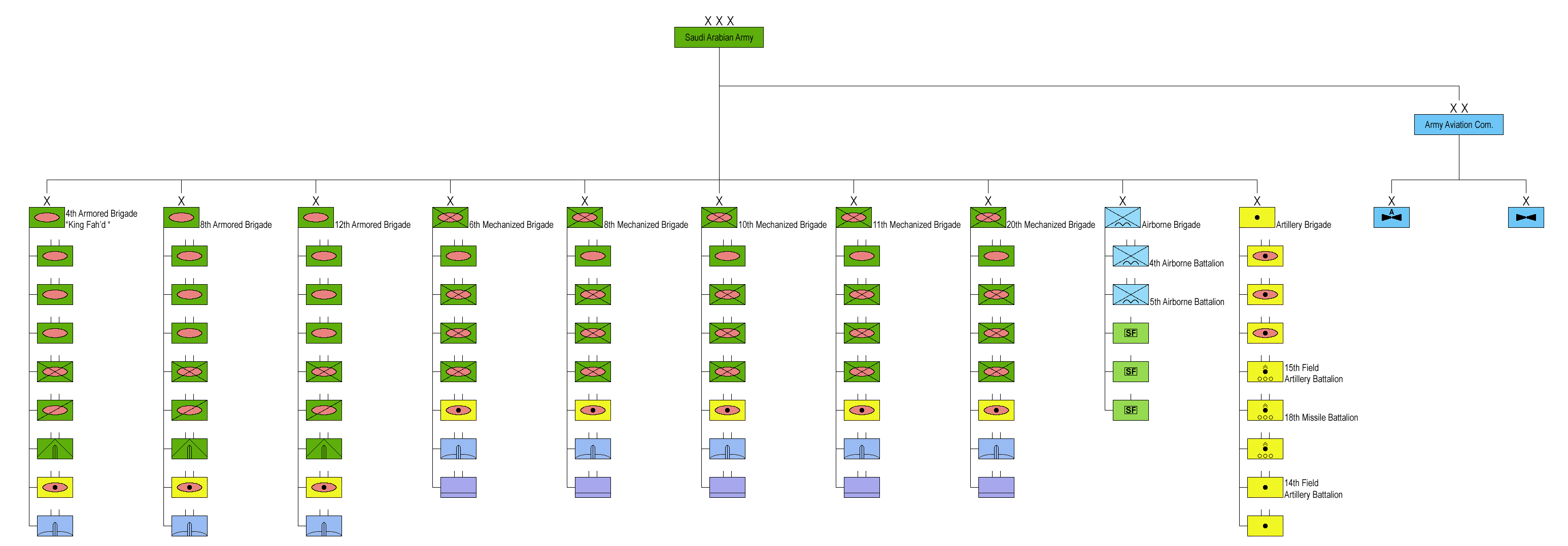
Estructura del Ejército Saudí.